# شالکندرف
شالکندرف (به فرانسوی: Schalkendorf) یک کمون در فرانسه با جمعیت ۳۰۳ نفر است که در Canton of Bouxwiller واقع شده‌است.